# Młyn parowy w Piotrkowie Trybunalskim
Młyn parowy w Piotrkowie Trybunalskim – młyn wybudowany ok. 1861 roku w Piotrkowie Trybunalskim, w województwie łódzkim.

## Historia
Młyn został założony w 1861 r. przez kupców żydowskich o nazwisku Pniower. W latach 1881-1909 był w posiadaniu Karola Krinsa i w tym okresie (ok. 1887 r.) przeszedł znaczną przebudowę. Kolejną przebudowę przeszedł ok. 1912 r., działając pod zarządem Włościańskiej Spółdzielni Rolniczo-Handlowej, W okresie międzywojennym należał do spółki "Horn, Oppenheim i Skoczylas". Jego moc przemiałowa w tym okresie wynosiła ok. 20 t zboża na dobę. Był to młyn typu handlowego. W wyniku kolejnych remontów i modernizacji stał się budynkiem trzypiętrowym, murowanym, z dachem dwuspadowym, krytym papą. Po II zakończeniu II wojny światowej został upaństwowiony. Działał pod zarządem Gminnej Spółdzielni "Samopomoc Chłopska" a następnie Wojewódzkich Zakładów Zbożowych w Łodzi. W okresie PRL (lata 70.) był czynny. Napęd parowy wymieniono na elektryczny.  